# Distretto di Bajanhangaj
Il distretto di Bajanhangaj è uno dei ventisette distretti (sum) in cui è suddivisa la provincia del Tôv, in Mongolia. Conta una popolazione di 1.401 abitanti (censimento 2007). 